# Koalga
Koalga est une commune rurale située dans le département de Léo de la province de Sissili dans la région du Centre-Ouest au Burkina Faso.

## Géographie
Koalga est située à 22 km à l'ouest de Léo et est traversée par la route nationale 20.

## Éducation et santé
La commune accueille un centre de santé et de protection sociale (CSPS).